# 關係人
關係人對於一般企業組織的定義，主要是著眼於兩個組織或組織與個人間是否存在控制能力，或對於決策具有明顯且重大的影響力，如果彼此有前述的狀況，或二個以上的企業受到相同組織或個人控制，則這些組織與個人即為關係人。以現行實際作業面來說，以下幾個狀況是比較常見的企業關係人：
1. 投資評價採用權益法的投資人或被投資公司。
2. 兩家具有相同董事長或總經理的公司
3. 兩家董事長或總經理具有配偶或二親等以內關係的公司
4. 財團法人之三分之一以上的基金來自該企業之捐助
5. 公司的董監事、總經理本人及其配偶、高階主管本人、董事長或總經理之二親等以內的親屬

現行台灣國稅局對於營利事業必須於申報營利事業所得稅時，一併申報會計年度之關係人交易狀況，主要包括
1. 有形資產之移轉
2. 有形資產之使用
3. 無形資產之移轉
4. 無形資產之使用
5. 服務之提供
6. 資金之使用
7. 其他項目